# としまNPO推進協議会
としまNPO推進協議会（としまエヌピーオーすいしんきょうぎかい）は、東京都豊島区を主活動地域とするNPO法人（特定非営利活動法人）である。NPO法人・ボランティア・市民活動団体等の各種社会貢献団体のネットワーク形成と、相互の活動をサポート・促進することにより「個を活かし、個をつなげ、みんなが助け合える地域社会の実現 」を目指す民設民営の中間支援組織である。

## 概要
2004年、豊島区で活動するNPO、社会貢献団体の力を結集し、相互の特性を活かした活動展開を促進するために結成し、民設民営の任意社会貢献団体として設立。地域活動を継続的に行っていく人々を様々な形で支援することにより、間接的に地域課題の解決に貢献することを目指している。NPO法人の設立支援や創業支援も行っており、高卒支援会ほか数多くのNPO法人設立に協力してきた。

## 事業内容

### 地域課題を解決する各種団体等の中間支援活動
- セミナー
NPO法人設立準備セミナー[1]、NPO法人会計セミナー[2]、ソーシャルビジネスに係るセミナーの開催、その他の地域活動
- イベント
社会貢献活動見本市[3]＆交流会 、いけぶくろ自然クラブ事業
- 創業支援
東京都 女性・若者・シニア創業支援アドバイザー制度アドバイザー、創業支援セミナーの開催
- 事業運営サポート
高齢者支援事業、生涯学習運営事業、他団体(各種NPO法人)運営サポート事業、豊島区居住者支援事業　等
- 地域活動交流センター運営協議会との協働事業
豊島区地域活動交流センター相談事業をはじめ、地域活動交流センター運営協議会との協働事業を展開し、中間支援活動を推進

### 地域活性化事業
- 地域サロン「みんなのえんがわ池袋」
地域サロン「みんなのえんがわ池袋」の運営、リサイクル・フリーマーケット「えんがわ市」の開催（池袋第二公園）、「池袋西口公園フリーマーケット」の開催（池袋西口公園／NPO法人ゼファー池袋まちづくりとの共催）、「サンシャインフリーマーケット」の開催（中池袋公園））

## 沿革
- 2003年5月：「行政とNPOとの協働」に関する検討準備会立ち上げ
- 2004年5月：協働のルールづくりワークショップ（全5回）開催
- 2005年4月：「としまNPO推進協議会」発足[4]
- 2006年9月：第1回「NPO設立準備支援セミナー」（全3回）開催
- 2007年2月：第1回「社会貢献団体見本市・交流会」開催
- 2007年4月：第1回「NPO経理処理セミナー」（現NPO会計セミナー）開催
- 2007年6月：関東広域圏コミュニティビジネス推進協議会のA指定団体に承認
- 2007年7月：池袋仲通り商店街、仲町会と共に商店街活性化事業協議会立上げ
- 2007年11月：地域サロンみんなのえんがわオープン
- 2008年5月：第1回「えんがわ市＆リサイクル・フリーマーケット」開催
- 2009年3月：「NPO法人としまNPO推進協議会」法人登記完了
- 2009年12月：豊島区文化功労賞受賞
- 2015年3月：豊島区に本社を置く養老乃瀧株式会社との協働により、区内のNPO法人から募集した地域社会をより豊かにすることを目的とする優れた事業に拠出する「としま情熱基金」を設立[5]

## メディア掲載記事
- 2013年7月16日 - NHK「クローズアップ現代～潜入 “違法ハウス” ～住宅弱者をどう支えるか～」[6]で、としまNPO推進協議会　柳田好史代表理事によるNPOの社会的認知度に関するコメントが放映された。
- 2020年２月２９日- 豊島ケーブルTV「としま情報スクェア」にて、柳田好史代表理事と藤井亘副代表理事の出演により第14回社会貢献見本市のコロナ問題による延期ととしま情熱基金の開設が放映された。